# Euceratocerus gibbifrons
Euceratocerus gibbifrons is een keversoort uit de familie klopkevers (Anobiidae). De wetenschappelijke naam van de soort is voor het eerst geldig gepubliceerd in 1960 door White.